# اریک سنت
اریک سنت (هلندی: Erik Cent؛ زادهٔ ۲۹ مارس ۱۹۶۲) دوچرخه‌سوار اهل هلند است.